# 吉田ゆかり
吉田 ゆかり (よしだ ゆかり) は、日本の航空自衛官。航空幕僚監部初の女性広報室長。

## 人物
佐賀県嬉野市出身。1996年防衛大学校（情報工学科学士）卒業後、航空自衛隊入隊。
2009年航空自衛隊幹部学校指揮幕僚課程修了、2010年米国Army Logistics University ORSA軍事応用課程修了、航空保安管制群松島管制隊長。2016年航空自衛隊幹部学校幹部高級課程修了、2017年統合幕僚学校統合高級課程修了、2017年8月統合幕僚監部運用部運用第２課災害派遣班長、2019年8月航空幕僚監部総務部総務課広報室長、2022年3月防衛研究所戦史研究センター国際紛争史研究室主任研究官。2025年3月航空自衛隊幹部学校教育部主任教官。